# Ulica Franciszka Hynka w Warszawie
Ulica Franciszka Hynka – ulica w warszawskiej dzielnicy Włochy.

## Położenie i charakterystyka
Ulica biegnie od ronda Wacława Makowskiego – skrzyżowania z ulicą Żwirki i Wigury, jako przedłużenie ulicy Sasanki, do skrzyżowania z aleją Krakowską – ronda Jerzego Wojnara; jej przedłużeniem jest ulica Łopuszańska. Przebiega przez obszar Miejskiego Systemu Informacji Okęcie. Na całej długości ma status drogi krajowej – nr 79 (do 2014 roku była częścią drogi krajowej nr 7). Stanowi odcinek Obwodnicy Etapowej Centrum (OEC), a jej długość wynosi 1,62 km. Na obu jej końcach znajdują się wiadukty.
Ulica o roboczym numerze 38 została wyznaczona w miejscu polnej drogi obwieszczeniem Przewodniczącego Prezydium Rady Narodowej m.st. Warszawy z dnia 21 maja 1960 roku. Początkowo jej przebieg obejmował odcinek od ul. Żwirki i Wigury do ul. Władysława Warneńczyka (późniejszej Radarowej). Odcinek do al. Krakowskiej był wtedy ul. Bukszpanową. Nazwa ta z kolei została nadana w 1954 roku w miejsce ul. Kościelnej. Ostatecznie ul. Bukszpanowa została przemianowana na ul. Hynka w 1967 roku. Ulica upamiętnia polskiego pilota balonowego i żołnierza Franciszka Hynka (1897–1958).
Przy ulicy, przy skrzyżowaniu z ul. Żwirki i Wigury, znajduje się osiedle Okęcie Lotnisko wybudowane w dwóch etapach w latach 1950–1961. Od 1963 roku przy ulicy, pod adresem ul. Radarowa 1, obiekty sportowe, w tym boisko piłkarskie, użytkuje klub RKS Okęcie. W okresie PRL-u pod nr. 31 działał bar III kategorii „Radar”.  W 1987 roku pod adresem ul. Hynka 4a ukończono budowę kościoła Matki Bożej Loretańskiej, będącego kościołem parafialnym parafii św. Franciszka z Asyżu. 
Przy ulicy znajdują się dwa biurowce zaprojektowane w pracowni architektonicznej Stefana Kuryłowicza: Avon (pod adresem ul. Słowicza 32, ukończony w 2002 roku), który uzyskał tytuł Ulubieńca Warszawy 2000–2001 w konkursie Życie w Architekturze, i Celebro (ul. Gładka 22, 2019). W 2018 przy ul. Hynka 2 oddano do użytkowania cerkiew katedralną św. Jerzego Zwycięzcy będącą siedzibą Prawosławnego Ordynariatu Wojska Polskiego.
Tereny na południe od ulicy zajmują m.in. ogrody działkowe: ROD im. Warneńczyka i ROD im. Żwirki i Wigury, przez które przebiega rów melioracyjny będący pozostałością Sadurki, a na północ – obiekty wojskowe (ul. Hynka 2), gdzie m.in. od 2018 roku mieści się Pułk Reprezentacyjny Wojska Polskiego.